# Kaple Božského srdce Páně (Vysokov)
Kaple Božského srdce Páně (někdy uváděná jako filiální kostel Božského srdce Páně) je římskokatolická novogotická kaple ve Vysokově.

## Historie
Kaple byla postavena úsilím zdejších katolíků, kteří ustavili v obci „Jednotu katolíků pro postavení a udržování římskokatolické kaple Božského Srdce Páně ve Vysokově“. Byla postavena výlučně z příspěvků a darů místních občanů a rodáků. Stojí u bývalé hlavní silnice z Náchoda na Jaroměř vedle železničního viaduktu na místě, kde původně stála zemědělská usedlost s kovárnou, která vyhořela.

## Architektura
Kaple je postavena v novogotickém slohu. Vysoká okna mají gotické lomené oblouky. V presbytáři jsou vitrážová okna se zobrazením sv. Václava a sv. Ludmily. Na oknech je nápis "Věnoval ku cti Božského srdce Páně jeho ctitel, vysokovský rodák“. Dárcem byl tehdejší červenokostelecký děkan Jaroslav Žďárek, který se narodil v usedlosti, na jejímž místě kaple stojí.

## Interiér
Hlavní oltář se sochou Krista i postranní mariánský oltář jsou z dílny Břetislava Kafky z Červeného Kostelce.

## Bohoslužby
Bohoslužby se konají v neděli po slavnosti Božského Srdce Páně, o posvícení druhou neděli v říjnu a v květnu každé pondělí.